# منى قراي
منى قراي مصورة وفنانة فيديو تونسية. ولدت في صفاقس، تونس عام 1970، وهي معروفة في المقام الأول بتصويرها وأفلامها. يستكشف فنها الموضوعات الاجتماعية والسياسية فيما يتعلق بالهوية.

## الخلفية والتعليم
ولدت كراي عام 1970 في صفاقس بتونس. درست السينما والتصوير الفوتوغرافي في المعهد العالي للرسوم المتحركة في تونس وحصلت على درجة الماجستير في التصوير في عام 2001 من جامعة طوكيو للفنون التطبيقية في اليابان. حصلت على إقامات في مركز فنون فيفانت دي رادس (2004، تونس)، و المدينة الدولية للفنون (2005، باريس)، و مؤسسة سيفيتيلا رانييري (2007، أومبريا، إيطاليا). تعمل حاليا في صفاقس وباريس.

## الفن
تتكون أعمال كراي في الغالب من التصوير الفوتوغرافي والأفلام، مع موضوعات الفقر والجنس والربيع العربي التي يتردد صداها بقوة. يركز عملها في الغالب على الرسائل السياسية، فضلاً عن تجاربها كامرأة وعربية وتونسية. يركز عملها على كيفية انتشار الفقر في جميع أنحاء تونس، وكذلك على الثورة التونسية. تستخدم التصوير الفوتوغرافي الخاص بها لمعالجة الفقر على وجه التحديد من خلال توثيق المناظر الطبيعية التي أهملت أو همشت، وغالبًا ما توضع جنبًا إلى جنب مع الأشخاص الذين ما زالوا يعيشون هناك. غالبًا ما تصوّر الأشياء والأشخاص من الحياة اليومية، وتقدم لجمهور عملها لمحة عن الحياة اليومية للموضوع.

## العمل

### الظروف الذاتية (2000)
طورت كاراي سلسلة " الظروف الذاتية" لصور ذاتية أثناء وجودها في طوكيو عام 2000، والتي تستند إلى تجربة كاراي في الانتقال إلى طوكيو من إفريقيا. التقطت الصور الذاتية بحلقات معدنية معلقة في حديقة عامة. استخدمت كاراي هذه في صورها الذاتية لاستحضار الانطباع بأنها ضائعة في متاهة، كانت ترى أن طوكيو موجودة في ذلك الوقت.

### الهوية على المحك (2006)
في هذا العمل، قامت قراي بتجنيد متطوعات من النساء، دون مقابلتهن مسبقًا، للحضور والتقاط الصور. بعد ذلك، بعد التقاط لقطة لهؤلاء النساء، كانت ترتدي زيهم وتكرر الصورة التي التقطتها للتو ، كسلسلة تصوير فوتوغرافي بالإضافة إلى قطعة أداء فنية. لم يُطلب من النماذج الموجودة في هذه الصور الظهور مطلقًا \، مما أدى إلى الحصول على لقطات عفوية تمامًا. عندئذٍ يجب أن يتطابق الموقف والموقف الطبيعي للنموذج مع قراي.

### ذكريات (2007-2009)
التقطت كريمة صوراً لميناء صفاقس من عام 2007 إلى عام 2009، تونس، المدينة التي ولدت فيها. يرسم ممرر فجوة بين الموانئ المتهالكة وبقية صفاقس؛ في مدينة مكتظة بالسكان، يوجد عدد قليل من الأشخاص في الصور، مما يؤكد التناقض بين الهياكل المكسورة والمهجورة ومناظر المدينة النابضة بالحياة.

### مباشر (2012)
قدمت كراي في عام 2012 مقطع فيديو مدته ست دقائق بعنوان Live ، ولا يزال هذا الفيديو صورًا دعائية للرئيس المخلوع بن علي. يتألف فيلم هذا المشروع غير المحرر من مناقشة بين سائق سيارة أجرة وراكب. إنهم يناقشون صراحة النظام السابق والحكومة الحالية التي يخضعون لها. تستخدم هذه القطعة تباين المحادثة التي تسمعها، وصور الدعاية لإعطاء المشاهد نظرة من الداخل على الأحداث السياسية في تونس في عامي 2011 و 2012.

### لا أحد سيتحدث عنا (2012)
في لا أحد سيتحدث عنا صورت كراي لدين الجنوب التونسي. هذه المنطقة منسية وعُزلت عن بقية البلاد. تحاول رفع الوعي بهذه المنطقة المنسية من خلال سلسلة أعمالها. لا يلتقط هذا العمل المناظر الطبيعية المقفرة فحسب، بل يلتقط أيضًا الأشخاص الذين يعيشون فيها، مما يزيد الوعي بحقيقة أنها ما زالت موجودة. صرحت: "عدت إلى الجنوب الغربي التونسي، فقره الصامت، وحدة أشياءه، وتربته القاحلة المنسية التي كانت أسسها غنية بالمعادن، والتي صودرت وجُردت من هذه النفوس المضطهدة - ولكن غير الخاضعة."

## المعارض

### المعارض الفردية
- لن يتحدث أحد عنا، معرض تايبرن، لندن (2016)[10]
- مرمرر، جاليري المرسى، تونس (2011)[4][8]
- القصاصة، ديوان دار الجلد المدينة، تونس (2004)

### المعارض الجماعية (اختيار)
- داكار، داكار (2016).[11]
- البحر أرضي، MAXXI، روما (2013).
- هنا، في مكان آخر، Wasteland la Belle de Mai ،Tour-Panorama، مارسيليا (2013).
- لقاءات باماكو ، مؤسسة كالوست غولبنكيان، لشبونة (2013).
- المستقبل المشرق للفن المعاصر من تونس، معرض إيفا، شتوتغارت (2013).
- # كوميتوجثر: لندن، حافة الجزيرة العربية. مصنع الجعة القديم ترومان، لندن (2012).
- برايت فيوتشر للفن المعاصر من تونس، معرض إيفا ببرلين (2012).
- دريم سيتي، الطبعة الثالثة، صفاقس، تونس (2012).
- لقاءات باماكو ، بوزار ، بروكسل (2012).
- شكون أحنا، متحف قرطاج الوطني، تونس (2012).
- تخليص، تونس بعد عام واحد، معهد العالم العربي، باريس (2012).
- اللقاءات التاسعة للتصوير الفوتوغرافي، باماكو (2011).
- حلم مفيد، بوزار، بروكسل (2010).
- PICHA، لقاءات مع الصور، لوبومباشي (2010).
- الحافة الأخرى# 1، معرض حمامات الاستحمام الكبيرة، مرسيليا (2010).
- فوتودوك، متحف كواي برانلي، باريس (2009).
- بقعة على باماكو 2007، معرض IFA، شتوتغارت (2009).
- صور نساء، مقتطفات من العلاقة الحميمة، المركز الثقافي الفرنسي في بيروت، لبنان (2009).